# Krăstina G'oševa
Krăstina G'oševa (in bulgaro Кръстина Гьошева?; Peruštica, 7 luglio 1932 – 2 agosto 2020) è stata una cestista bulgara.

## Carriera
Con la Bulgaria ha disputato due edizioni dei Campionati del mondo (1959, 1967) e cinque dei Campionati europei (1952, 1954, 1956, 1958, 1960)